# Quelepa (sitio arqueológico)

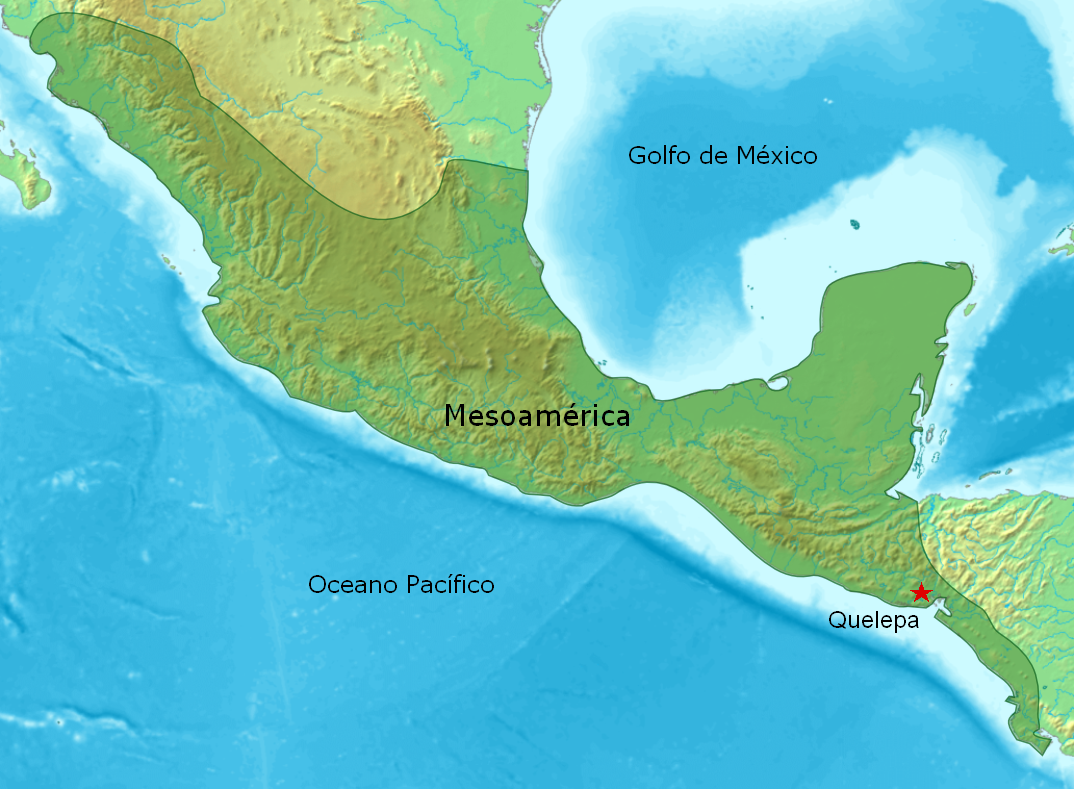
Ubicación del sitio arqueológico de Quelepa dentro de la región cultural de Mesoamérica.

Quelepa es un sitio arqueológico de la época precolombina, ubicado en la zona oriental de El Salvador, en el departamento de San Miguel. Fue habitado entre el año 500 a. C. y 1000 d. C. Fue un centro ceremonial y político de los lencas.

## Ubicación y estructuras
Quelepa está ubicada a lo largo del río San Esteban, afluente del río Grande de San Miguel. Quelepa está conformada por aproximadamente 40 estructuras dentro de un área de alrededor de medio kilómetro cuadrado. Los restos de cerámica y algunas estructuras aisladas, se extienden hasta el pueblo de Moncagua, ubicada a 3 km de distancia.
Para ser más fácil su estudio, Quelepa fue dividida en dos grupos, este y oeste, los cuales están separados por la quebrada Agua Zarca.
El tamaño de las estructuras va desde plataformas piramidales truncadas, de alrededor de 10 m de altura, hasta pequeños montículos de tierra, los cuales sirvieron de plataformas para casas.
Quelepa y otros sitios precolombinos fueron declarados Monumentos Arqueológicos Nacionales mediante Decreto Legislativo N.º 508, del 6 de mayo de 1976, publicado en el Diario Oficial N.º 95, Tomo N.º 251, del 24 de mayo de 1976.

### Grupo este
Las estructuras del grupo este son las construcciones más antiguas de quelepa. Aparentemente todas estaban revestidas de largas piedras cortadas y recostadas horizontalmente.
La mayoría de las estructuras del grupo Este están alineadas de norte a sur, pero no están dispuestas en grupos ordenados. 
El lugar más importante de este grupo parece haber estado cerca del centro, incluyendo las estructuras 3 y 4 construidas en tiempos diferentes y orientadas en direcciones diferentes.

### Grupo oeste
En el grupo oeste se encuentran alrededor de 15 montículos muy pequeños y bastante erosionados, alrededor de una plaza rectangular; la mayoría de esos montículos se encuentran sobre una plataforma artificial, dando la impresión de un campo o plaza hundida, para formar una pequeña acrópolis. 
Al norte de este grupo ceremonial se encuentra un campo de juego de pelota en forma de "I" mayúscula. Hay además otras estructuras pequeñas y esparcidas por el área, formando un pequeño núcleo ceremonial. 
Es probable que este grupo oeste, similar a una acrópolis de reminiscencias mayas, sea el más tardío de los dos grupos. El área sur de quelepa fue probablemente utilizado como cementerio, ya que contenía muchas tumbas.

## Historia y características.
De acuerdo a las investigaciones arqueológicas, Quelepa fue ocupada, sin interrupción, desde el 500-400 a. C. (Período Preclásico Medio Tardío) hasta alrededor del 1000 d. C. (Período Clásico Tardío).

### Fase Uapala

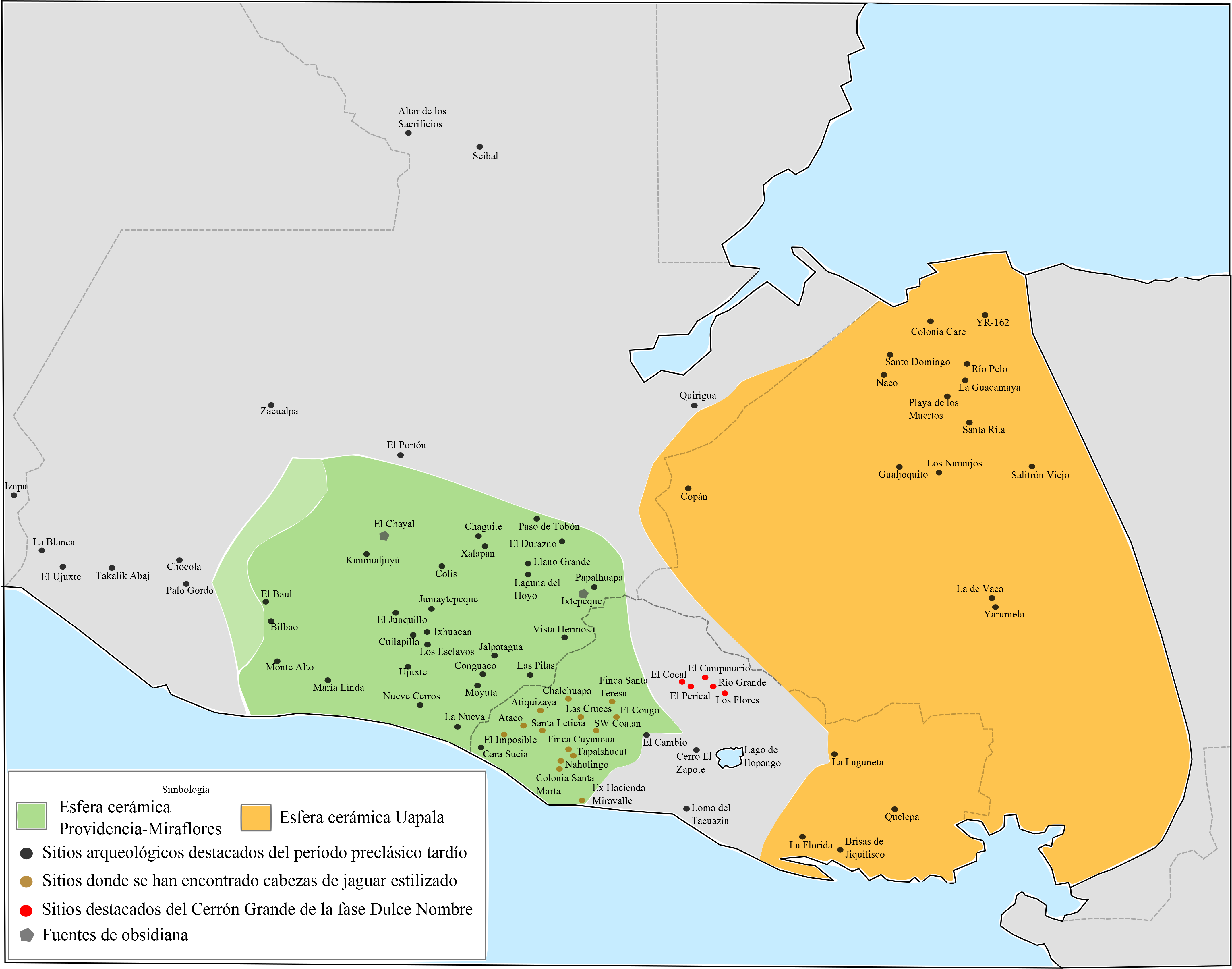
Esferas cerámicas del período preclásico tardío, en anaranjado la esfera Uapala que tiene su centro en Quelepa y La Laguneta.

La fase más antigua se le conoce como fase Uapala, del 500-400 a. C. al 150 d. C. La cerámica o alferería principal del período es el negativo Usulután (también llamado Batik).
Los descubrimientos arqueológicos en este periodo indican que hubo fuertes relaciones comerciales con el centro y occidente de El Salvador, más aún en las Fases Chul y Caynac en Chalchuapa; con las Tierras bajas de Guatemala, durante las fases Providencia,  Miraflores  y Arenal de Kaminaljuyú; con el Occidente de Honduras, durante el período Arcaico de Copán, y con el centro de Honduras.
En el grupo Oeste, un altar de piedra que es conocido como el Altar de Jaguar, ya que en uno de sus los lados se observan los rostros de dos felinos y la cabeza de un tercer jaguar que se ubica en medio de los rostros. Aunque este altar es único para el área de Quelepa, el estilo de los grabados está enteramente relacionado con Izapa y Kaminaljuyú, influenciado por los olmecas de la costa del golfo de México.

### Fase Shila
La segunda fase de quelepa se le denomina Shila que va desde el 150 al 625 d. C., siendo correspondiente a los períodos Protoclásico, Clásico Temprano y Clásico Medio. En esta fase se da un gran incremento en la construcción que sugiere el aumento de la población.
Arquitectónicamente, esta fase es un florecimiento de la inspiración local, que no encuentra similitudes en Mesoamérica. La más notable característica de este período son las grandes terrazas artificiales, que atraviesan ambos grupos, desde el río hasta la laderas de las lomas del norte, que soportan grandes montículos; y por dos grandes y largas plataformas con rampas de acceso, que proveyeron un centro ceremonial cerca del centro del Grupo Oeste.
En los referente a la cerámica, surgen nuevos estilos y una gran variedad de formas que son más frecuentes que en la fase anterior. La cerámica negativo Usulután es mayoritariamiente decorada con pintura roja. Algunas características de la cerámica clásica temprana de Quelepa durante este periodo son similares con las de Chalchuapa y con las de las Tierras bajas de Guatemala. Pero la mayor similitud es con los lugares del sur de Honduras, como en Los Naranjos y en Copán.

### Fase Lepa
La última fase de ocupación de Quelepa fue la fase Lepa, entre los años de 625 y 1000 d. C. A principios del clásico tardío se construye en quelepa una plaza rectangular, y a su alrededor se ubican alrededor de 15 plataformas de varios tamaños, un juego de pelota cerrado y varias plataformas menores.
La cerámica o alfarería se relaciona más con las tierras bajas mayas y la costa de Veracruz en el golfo de México. Varios objetos conectan a Quelepa con la cultura o las culturas del período clásico de Veracruz.
Durante este periodo existen también instrumentos musicales de viento, como flautas y ocarinas con bolitas rodantes para variar los tonos, las cuales son representativas del período clásico de Veracruz.
Las figurillas con ruedas que son raras en Mesoamérica, tienen su centro de distribución en el sur de Veracruz. Durante las excavaciones arqueológicas no se encontró cerámica Copador que fue la cerámica o alfarería principal en el centro y occidente de El Salvador y en Copán.